# Diamant (prémétro d'Anvers)
Pour les articles homonymes, voir Diamant.
Diamant est une station du prémétro d'Anvers, faisant dès lors partie du réseau du tramway d'Anvers. Elle est située sous la Pelikanstraat, à côté de la gare d'Anvers-Central.

## Caractéristiques

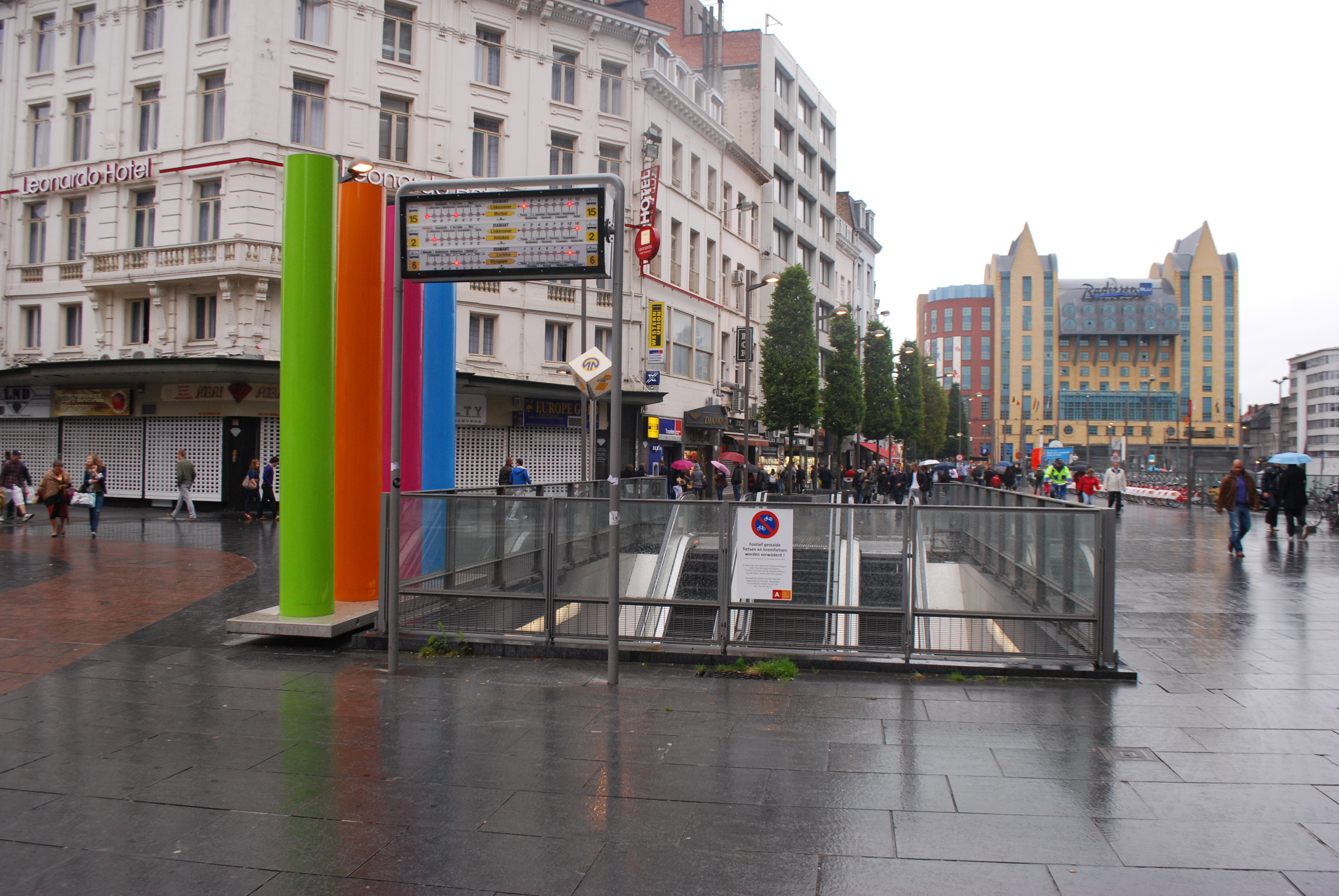
Bouche de métro sur Keyserlei

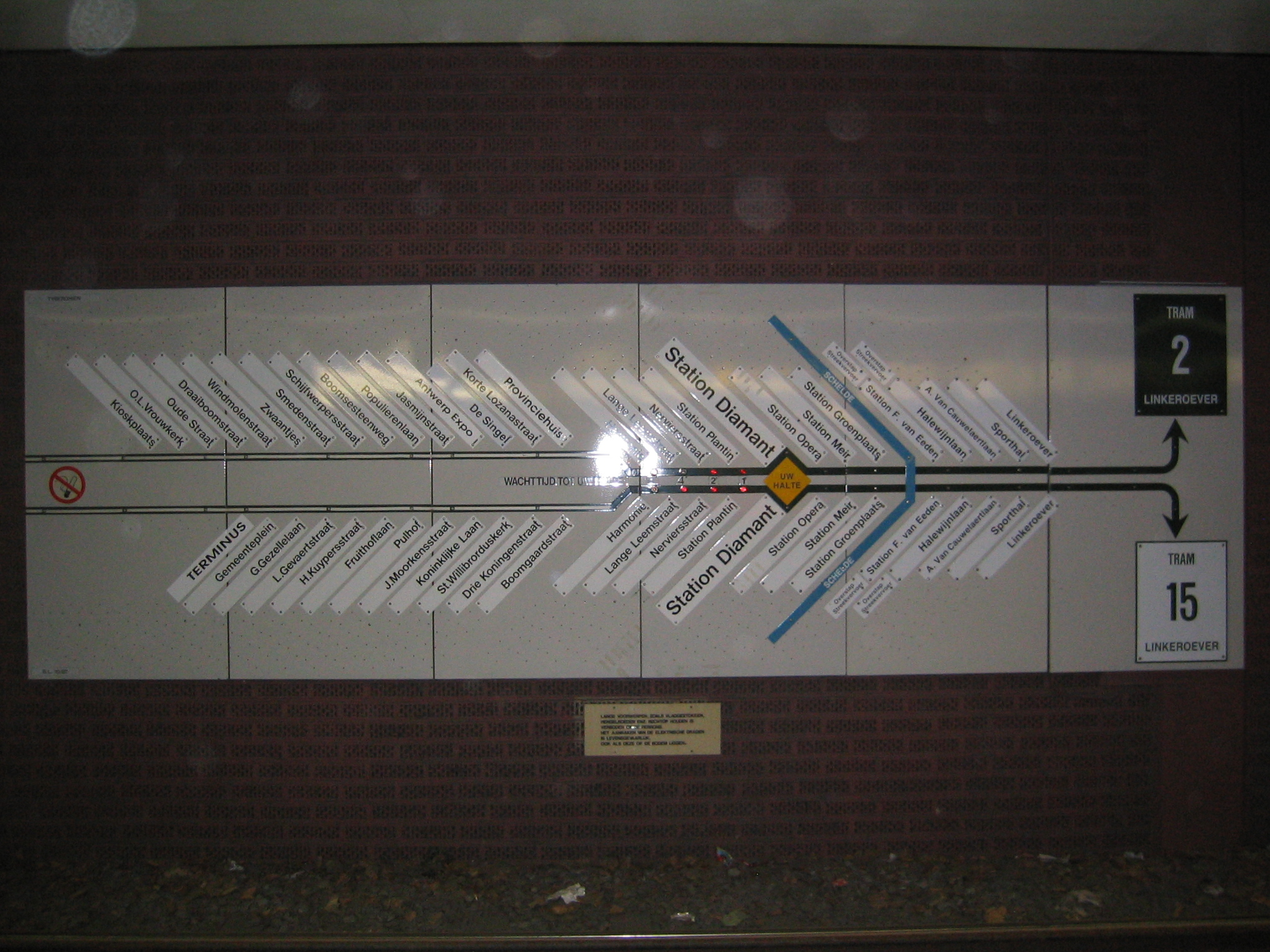
tableau d'affichage dans la station

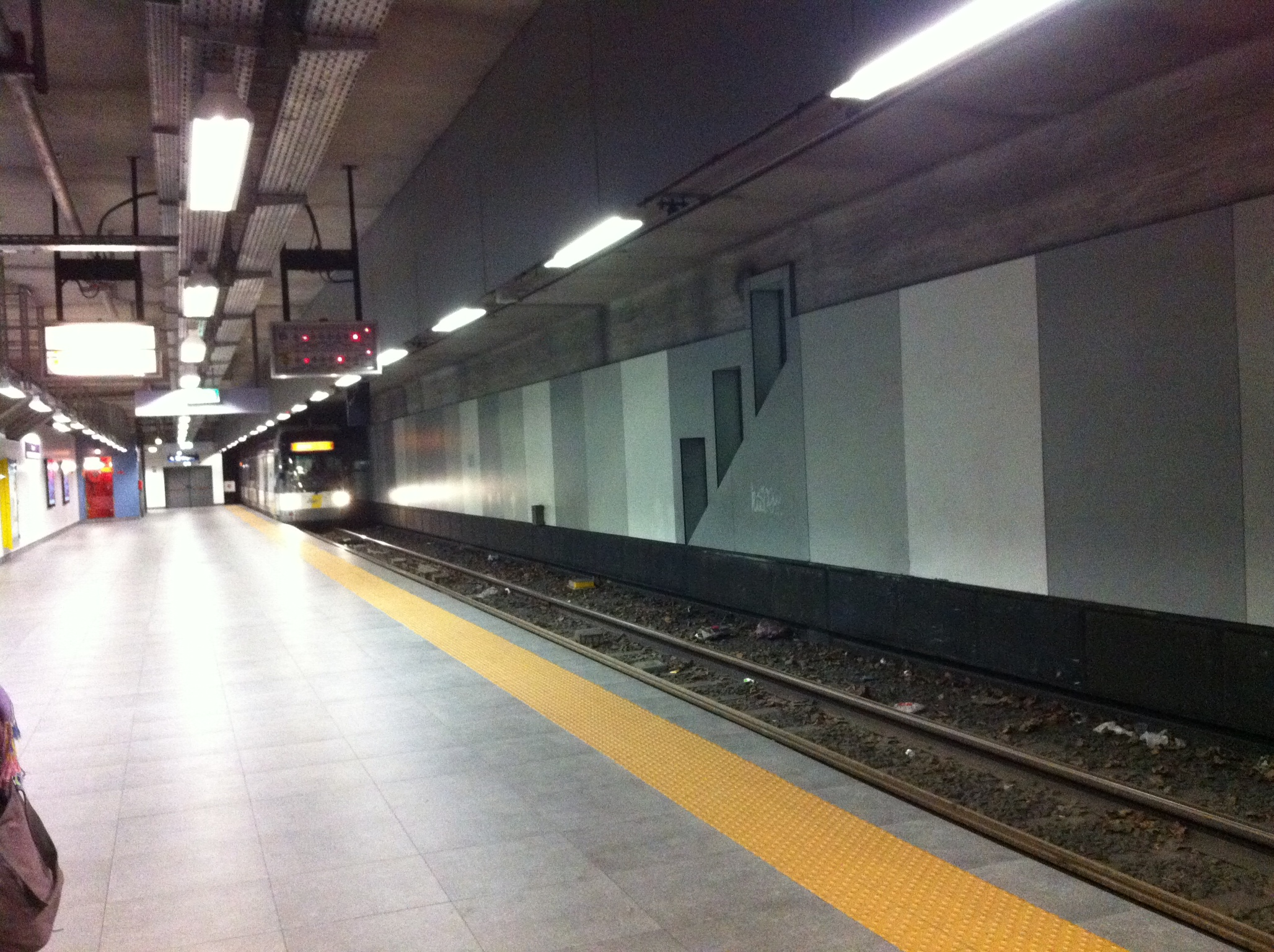
Rame à entrée de la station sur le quai vers Opera.

La station a été construite dans la seconde phase des travaux du prémétro, et a ouvert en 1980. Elle est la plus profonde des stations du réseau. En raison de l'étroitesse de la rue, la station est construite comme un long couloir de ± 200 mètres de long, sur 4 étages.
Au niveau -1, on retrouve le hall des guichets, avec des sorties vers la Vestingstraat, l'avenue De Keyser (De Keyserlei) et la gare centrale. La sortie « Pelikaanstraat » n'est plus en usage. Le niveau -2 est constitué d'un couloir vide, avec un accès aux deux quais. Au niveau -3 se trouve le quai vers les stations Opera et Astrid, tandis que le niveau -4 abrite le quai direction Plantin.
La station a été très négligée au cours des dernières années, mais elle est désormais desservie par un ascenseur, et une meilleure signalisation destinée aux personnes à mobilité réduite a été installée. En outre, la station dispose d'une nouvelle sortie qui donne accès au parking et à un garage à vélos sous la place Reine Astrid, ainsi qu'à la station Astrid et la place elle-même.